# Ландо III (князь Капуи)
Ландо III (умер в 885) — князь Капуи в 882—885 годах, в 879—882 годах — претендент на капуанский престол. Внук Ландульфа I Старого (сын его третьего сына Ланденульфа), племянник Ландо I, Пандо и Ландульфа II, двоюродный брат Ландо II и Панденульфа Капуанских.
После смерти своего дяди князя-епископа Ландульфа II Ландо III, захватив Калино и Кайаццо, предъявил претензии на капуанский трон. На Капую претендовал также и его кузен Панденульф, ранее (в 862—863 годах) правивший Капуей. Оба претендента назначили своих родных братьев епископами Капуи, так что в княжестве было два князя и два епископа одновременно. При посредничестве папы Иоанна VIII соперники примирились: Панденульф остался на капуанском престоле, его брат стал епископом Новой Капуи, брат Ландо III — епископом Старой Капуи, а сам Ландо III получил только Кайаццо.
Вскоре конфликт возобновился: Ландо III привлёк на свою сторону ещё двух кузенов (в том числе Ландо II, также некогда бывшего правителем Капуи) и салернского князя Гвефера. Панденульф, в свою очередь, был поддержан неаполитанским герцогом-епископом Афанасием и византийским стратигом Григорием. Но Афанасий перешёл на сторону Ландо III, они захватили Капую и изгнали Панденульфа и его брата-епископа.
В последующие годы Ландо III успешно воевал против Афанасия Неаполитанского и Ландо II, а затем и против собственного брата Атенульфа. В 885 году Ландо III умер, ему наследовал брат Ланденульф.